# 일본 방위성
방위성(일본어: 防衛省 보에이쇼[*], Ministry of Defense, 약칭 : MOD)은 일본의 행정조직으로, 대한민국의 국방부 격이다. 방위성 소속의 자위대를 합하면 일본 정부 최대의 조직으로, 일본 내 국가공무원 총 급여의 40%를 차지한다.

## 설치 근거 및 소관 업무

### 설치 근거
- 방위성설치법 제2조

### 소관 업무
- 일본의 평화와 독립을 지키며, 국가의 안전을 보호
- 육상자위대, 해상자위대 및 항공자위대의 관리 및 운영, 이에 관한 사무
- 조약에 근거한 외국 군대의 주류 및 일본과 미국 간의 상호방위원조협정의 규정에 근거한 미국 정부의 책무의 본방에 관한 수행

## 일본 방위 예산
육상자위대, 해상자위대, 항공자위대의 모든 운용비용은 방위성에서 나온다. 방위성 예산이 곧 일본의 국방비나 다름 없다. 일본은 경제의 단 1%만을 국방비로 사용하고 있는데, 보통 국가들인 터키, 한국 등은 3%, 미국은 4%에 달하는 국방비를 지출하고 있다. 일본은 1%만인데도 세계 국방비 5위권 안에 드는 58조원이라는 매우 큰 국방비를 지출하는 편이다. 여기서 한국처럼 3%나, 미국처럼 4%씩 지출한다면 180조원~230조원까지 매우 큰 국방비 지출이 가능해진다. 그렇게 된다면 공군력, 해군력에 집중 투자하는 일본으로서는 매우 강대한 군력을 갖추게 될것이다.

## 연혁
- 1869년(메이지 2년) 7월 8일: 병부성을 설치.
- 1872년(메이지 5년) 2월 27일: 병부성을 육군성과 해군성으로 분리.
- 1945년(쇼와 20년) 11월 30일: 육군성을 제1복원성으로, 해군성을 제2복원성으로 개편.
- 1946년(쇼와 21년) 6월 15일: 제1복원성과 제2복원성을 통합하여, 복원청을 설치.
- 1947년(쇼와 22년) 10월 15일: 복원청을 폐지. 소관 업무는 후생성으로 이관.
- 1952년(쇼와 27년) 8월 1일: 보안청을 설치.
- 1954년(쇼와 29년) 6월 30일: 보안청을 방위청으로 개편.
- 2007년(헤이세이 19년) 1월 9일: 방위청을 방위성으로 승격.

## 조직

### 간부
- 대신 1인
- 부대신 1인
- 대신정무관 2인
- 사무차관 1인
- 심의관 1인

### 내부부국
| - 비서과 - 문서과 - 기획평가과 - 홍보과 - 회계과 - 감사과 | - 방위정책과 - 전략기획과 - 일미방위협력과 - 국제정책과 - 방위계획과 - 조사과 - 훈련과 | - 인사회계·보임과 - 급여과 - 인재육성과 - 후생과 | - 방위계획국 - 정보통신과 - 시설계획과 | - 지방협력기획과 - 지방조정과 - 주변환경정비과 - 방음대책과 - 보상과 - 시설관리과 - 제공시설과 - 노무관리과 |

| - 방위인사심의회 - 방위조달심의회 | - 방위연구소 | - 방위회의 - 통합막료감부 - 육상막료감부 - 해상막료감부 - 항공막료감부 - 육상자위대 - 해상자위대 - 항공자위대 - 정보본부 - 기술연구본부 - 장비시설본부 - 방위감찰본부 | - 홋카이도방위국 - 도호쿠방위국 - 기타간토방위국 - 미나미간토방위국 - 긴키주부방위국 - 주고쿠시코쿠방위국 - 규슈방위국 - 오키나와방위국 |

## 외국
- 방위장비청

## 같이 보기
- 방위대신
- 방위부대신
- 방위대신정무관
- 방위사무차관
- 방위심의관
- 대한민국 국방부